# Adriaen van de Venne

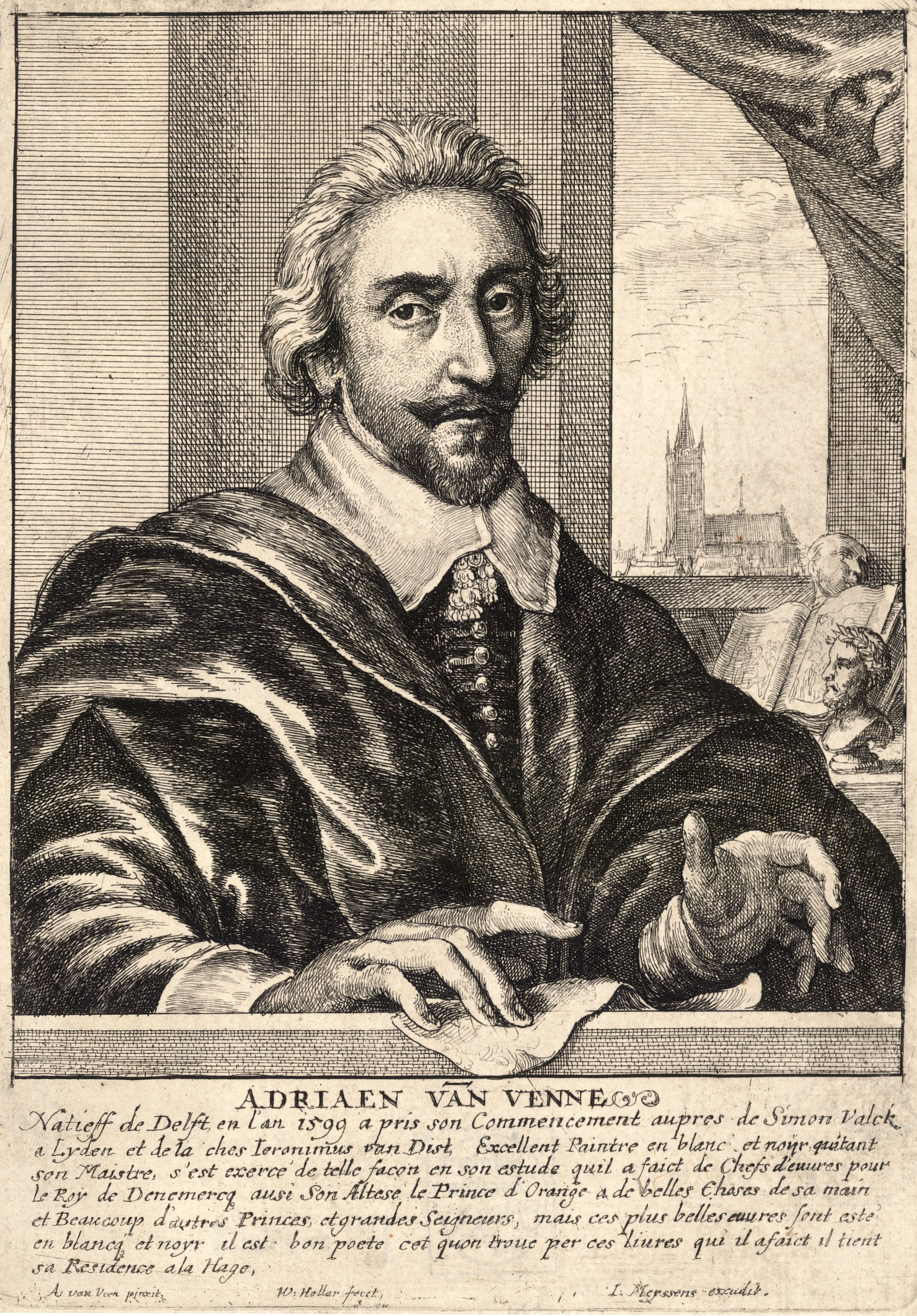
Portret van Adriaen Pietersz. van de Venne door Wenceslas Hollar

Adriaen Pietersz. van de Venne ('t Woudt, gedoopt op 22 april 1590 – Den Haag, 12 november 1662) was een Nederlands kunstschilder, grisailleschilder, miniatuurschilder, graveur, tekenaar, dichter en uitgever.
Zijn ouders waren Pieter van de Venne en Jannetgen Beunincx, en hij was de broer van de drukker Jan Pietersz. van de Venne. Hij was leerling van Jeronymus van Diest (I) en Simon de Valck. In 1605 schreef hij zich in als student in Leiden en in 1607 wordt hij vermeld in Antwerpen. Van 1608 tot 1625 woonde hij in Middelburg, waar hij in 1614 trouwde met Elisabeth de Pours. Ze kregen drie kinderen die de volwassenheid bereikten. In 1625 vestigde hij zich weer in Den Haag, waar hij dat jaar toegelaten werd tot het Haagse Sint-Lucasgilde. In 1656 was Van de Venne een van de oprichters van de Confrerie Pictura.
Zijn werk bestaat uit onder meer genrestukken, historiestukken, landschappen, portretten en architectuurstukken. Hij was ook leraar van Sybrand van Beest, Leonard Bramer en van zijn twee zoons, Huijbregt en Pieter van de Venne. 
Van de Venne was een nagevolger van kunstenaars als Jan Brueghel (I) en Gillis van Coninxloo, en had invloed op schilders als Antoine Lenain en François Ryckhals.

## Galerij

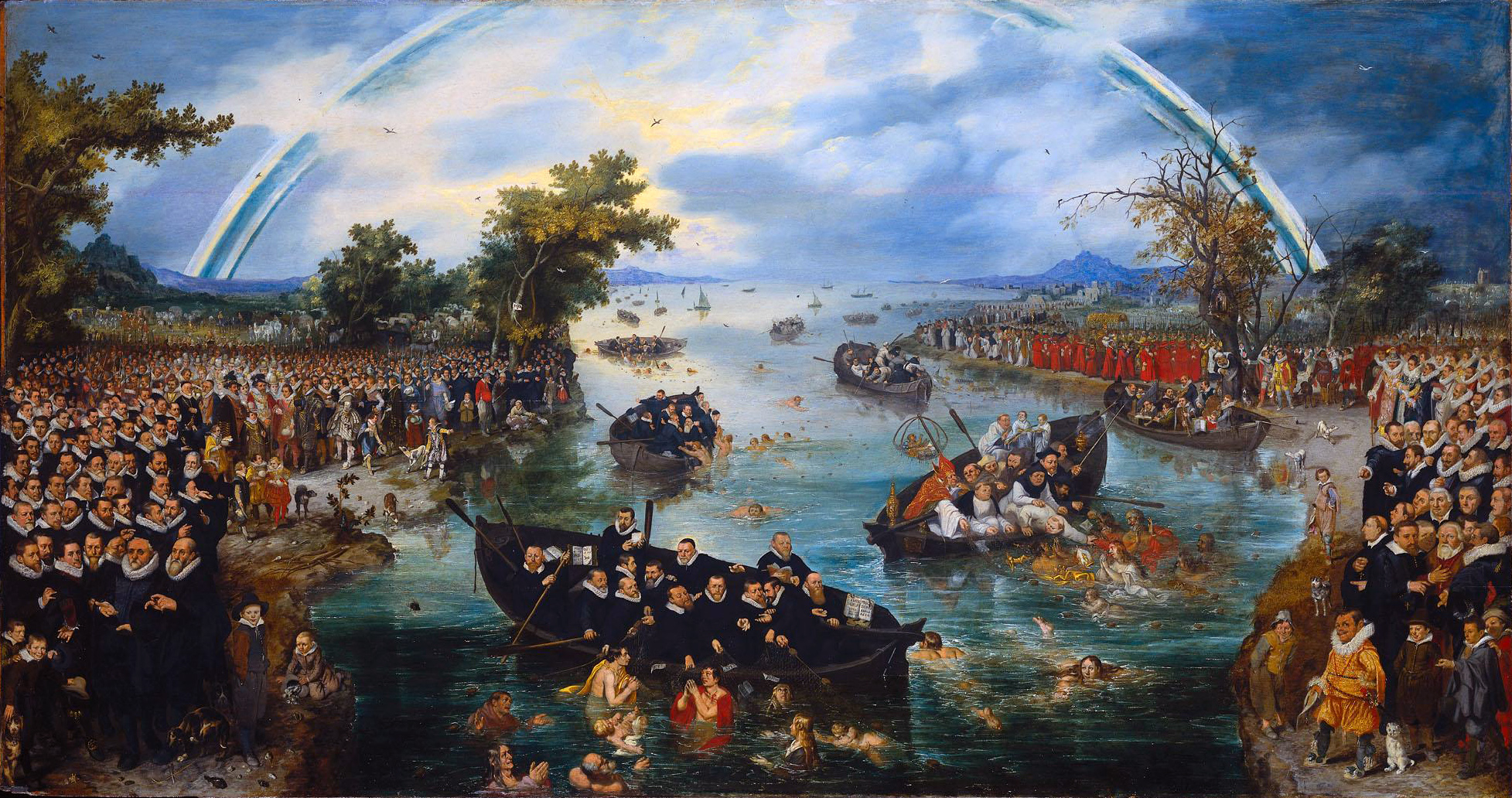
De zielenvisserij (1614), Rijksmuseum Amsterdam
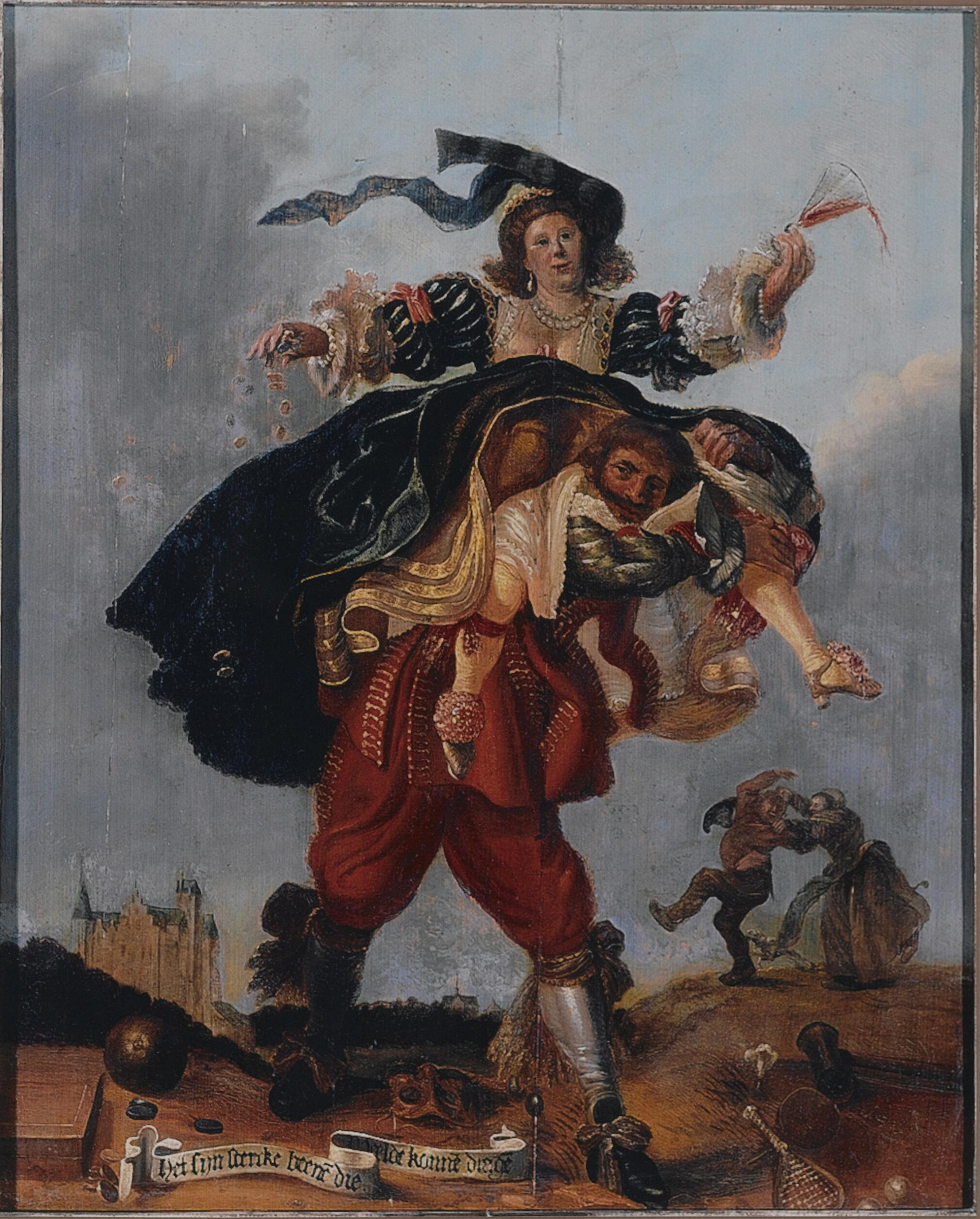
’Het sijn stercke beenen die Weelde konnen dragen, Pushkin Museum
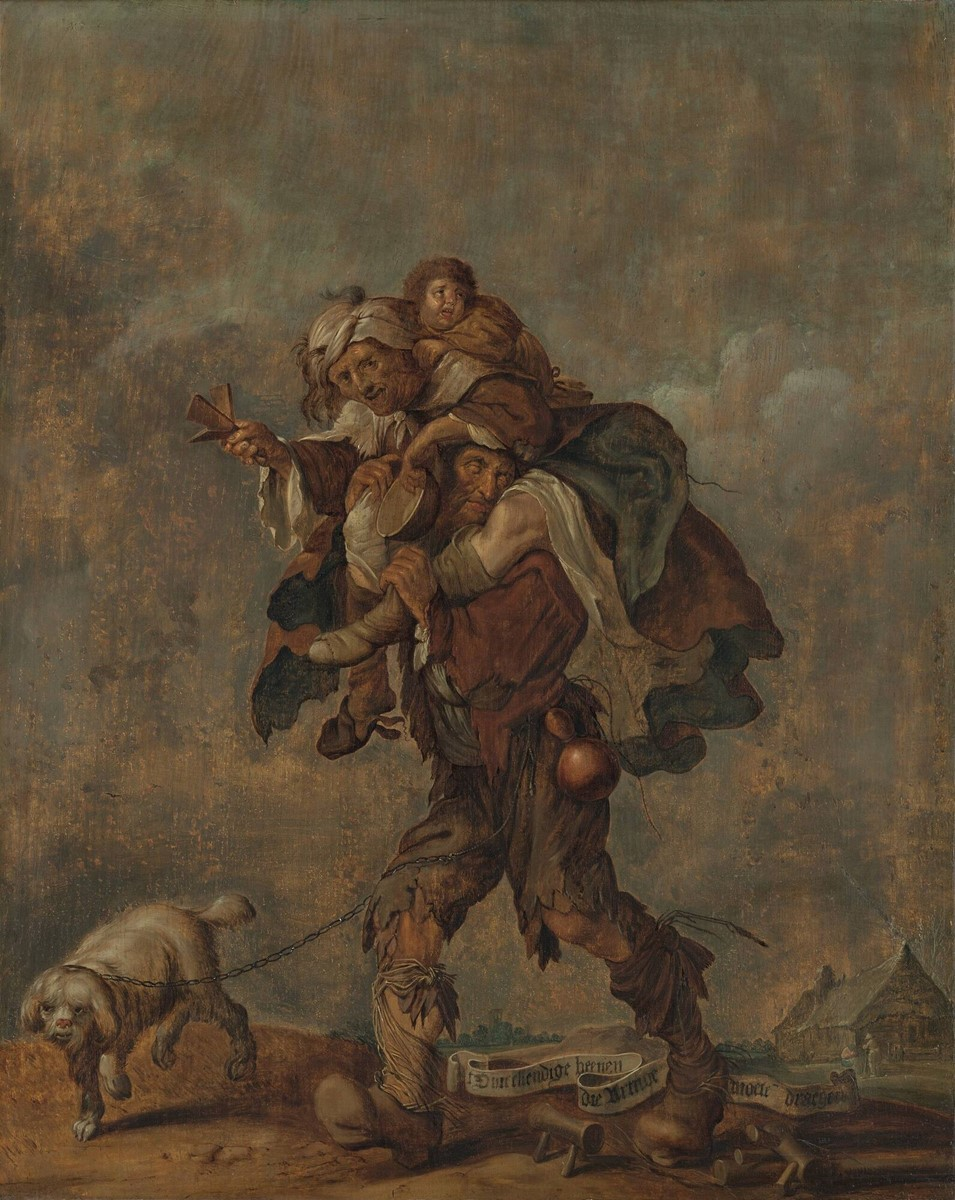
’t Sijn ellendige beenen die Armoe moeten draegen Museum Boijmans Van Beuningen, Rotterdam
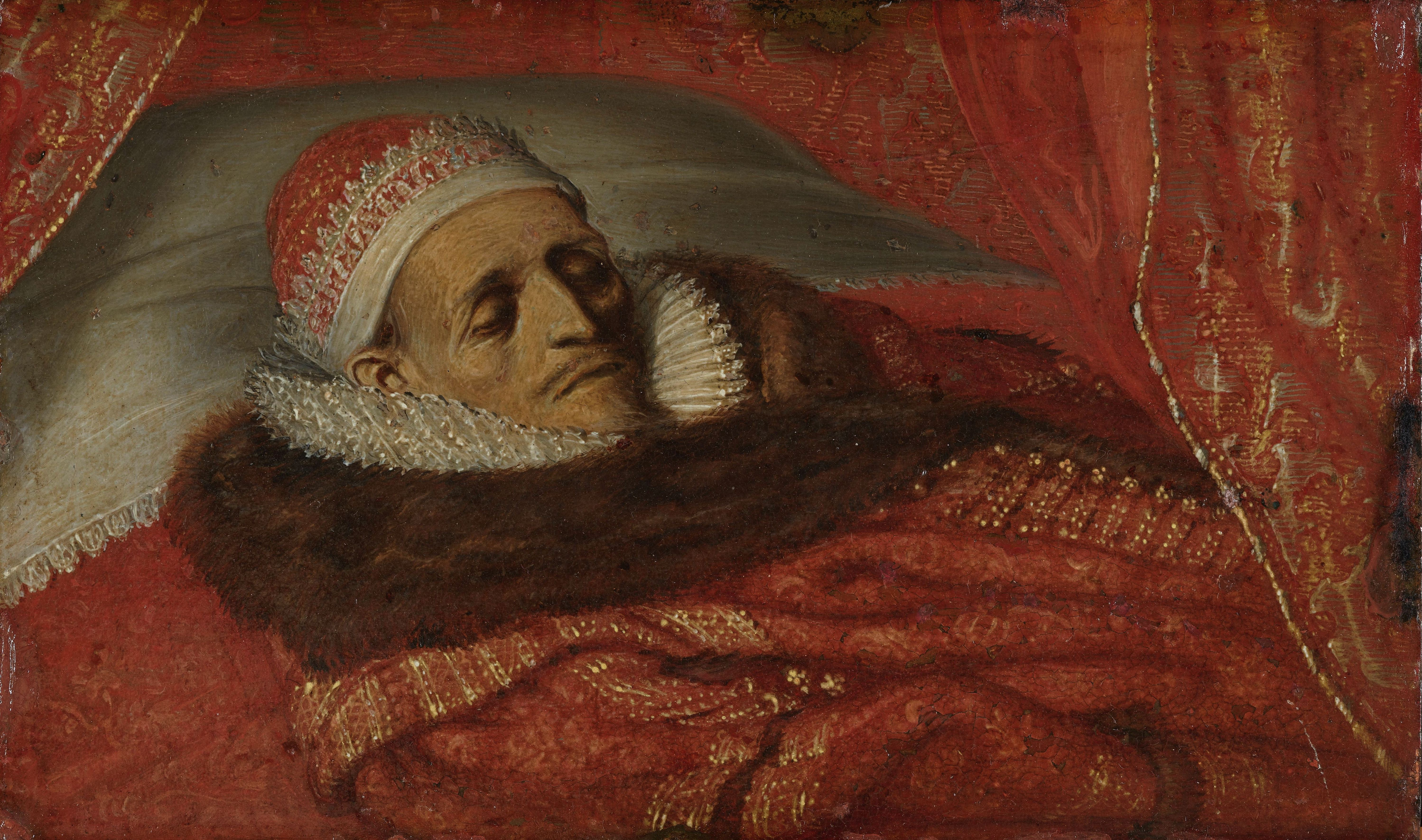
Maurits van Oranje opgebaard na zijn overlijden (1625), Rijksmuseum, Amsterdam